# Cosa (colonia romana)
Cosa era una colonia di diritto latino, fondata nel 273 a.C. sul litorale dell'Etruria centrale. Il suo nome deriva probabilmente da quello di un antico centro etrusco, Cusi o Cusia, individuato nella moderna Orbetello, in provincia di Grosseto. Sorgeva sul promontorio roccioso dell’attuale Ansedonia, in una posizione situata a 114 m s.l.m., e oggi il sito rientra nel territorio comunale di Orbetello. L’area comprende due alture, una a Est (Collina orientale) e una a Sud (Arce), in una posizione strategica sul territorio circostante, per il controllo sia del traffico del mare sia di quello terrestre.

## Scavi
Le ricerche archeologiche sono state avviate dall’American Academy in Rome, sotto la direzione di Frank Brown, a partire dal 1948; sono state indagate le aree del Foro, dell’Arce, un horreum ed alcune abitazioni private. Altri sondaggi hanno interessato le strutture portuali e la peschiera connessa alla laguna. Dal 1991 al 1997 la direzione dei lavori è stata ereditata da Elizabeth Fentress, il cui obiettivo era di fare chiarezza sulle fasi più tarde del sito. A partire dal 2005 fino al 2012 hanno partecipato alle indagini anche le Università di Granada e Barcelona, impegnate nello scavo di una domus.
Tutte le istituzioni attualmente attive sul sito partecipano al Progetto Strade di Cosa. Dal 2013, infatti, Cosa ospita anche le équipes di ricerca della Florida State University, del Bryn Mawr College e dell’Università di Tübingen; oggetto delle ricerche è tuttora il complesso termale del sito. Dal 2016, l’Università di Firenze ha avviato un progetto di scavo dell’area Sud del Foro, lungo la via processionale P.

## Storia

### Età repubblicana

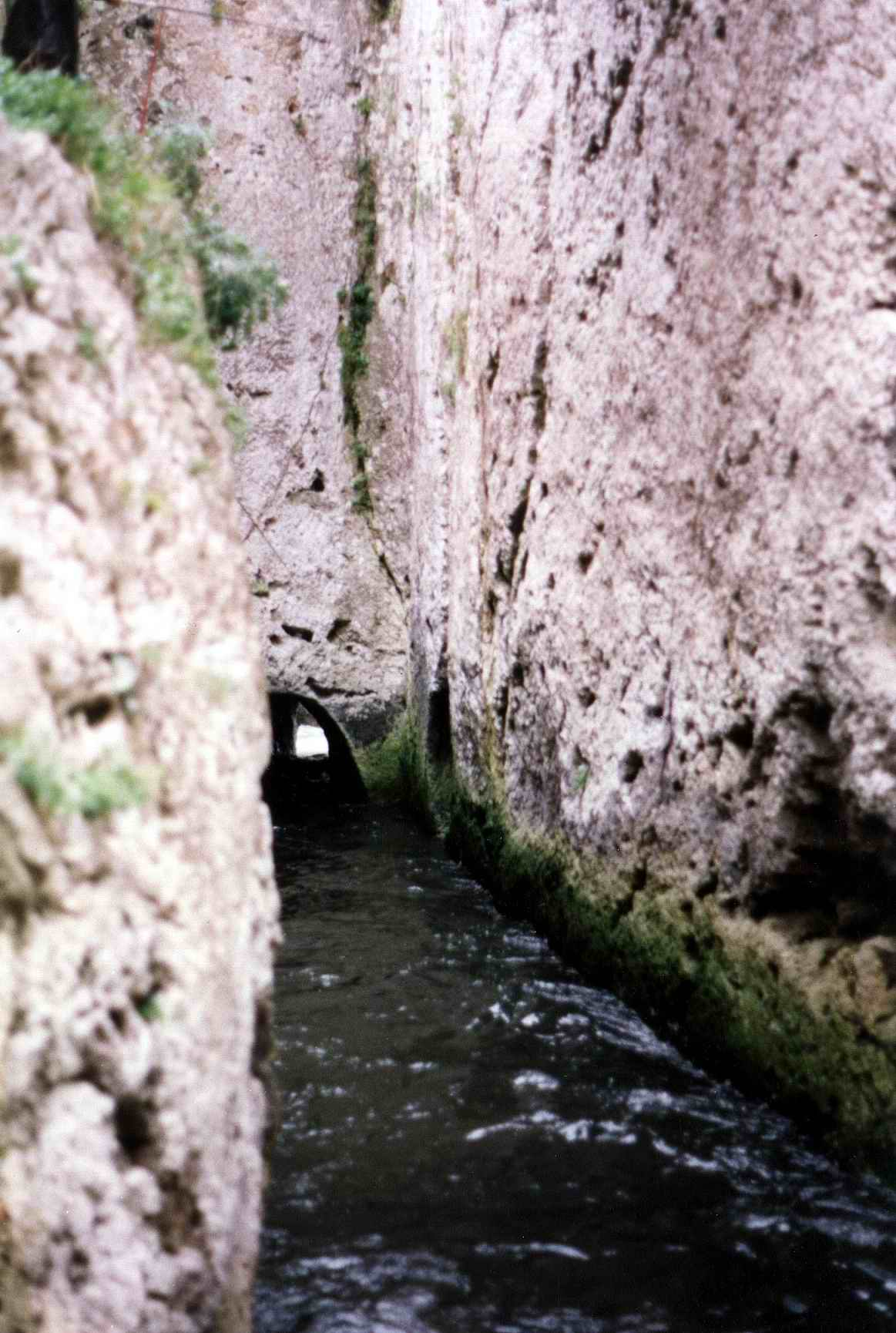
La tagliata etrusca

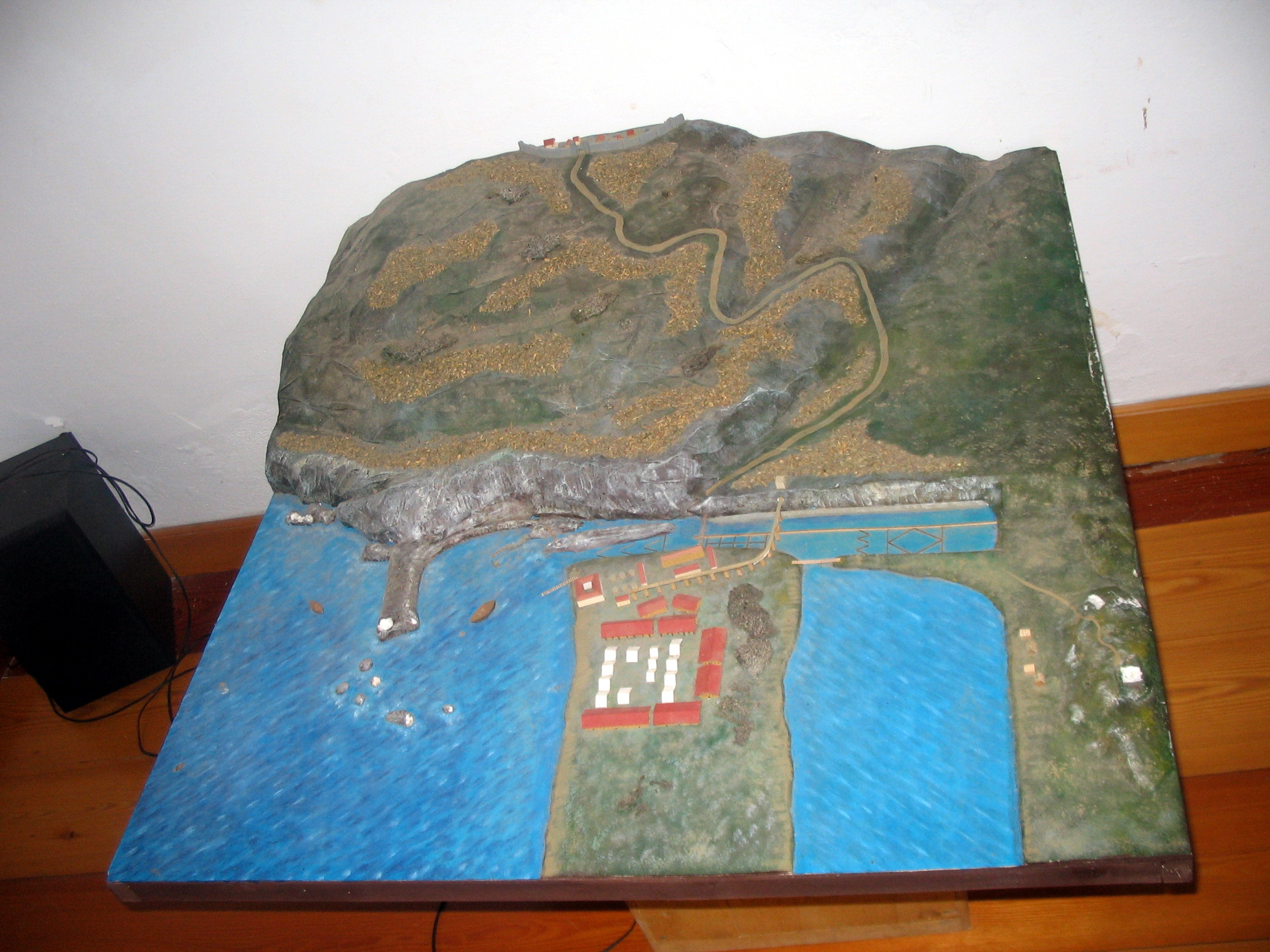
Ricostruzione del Portus Cosanus

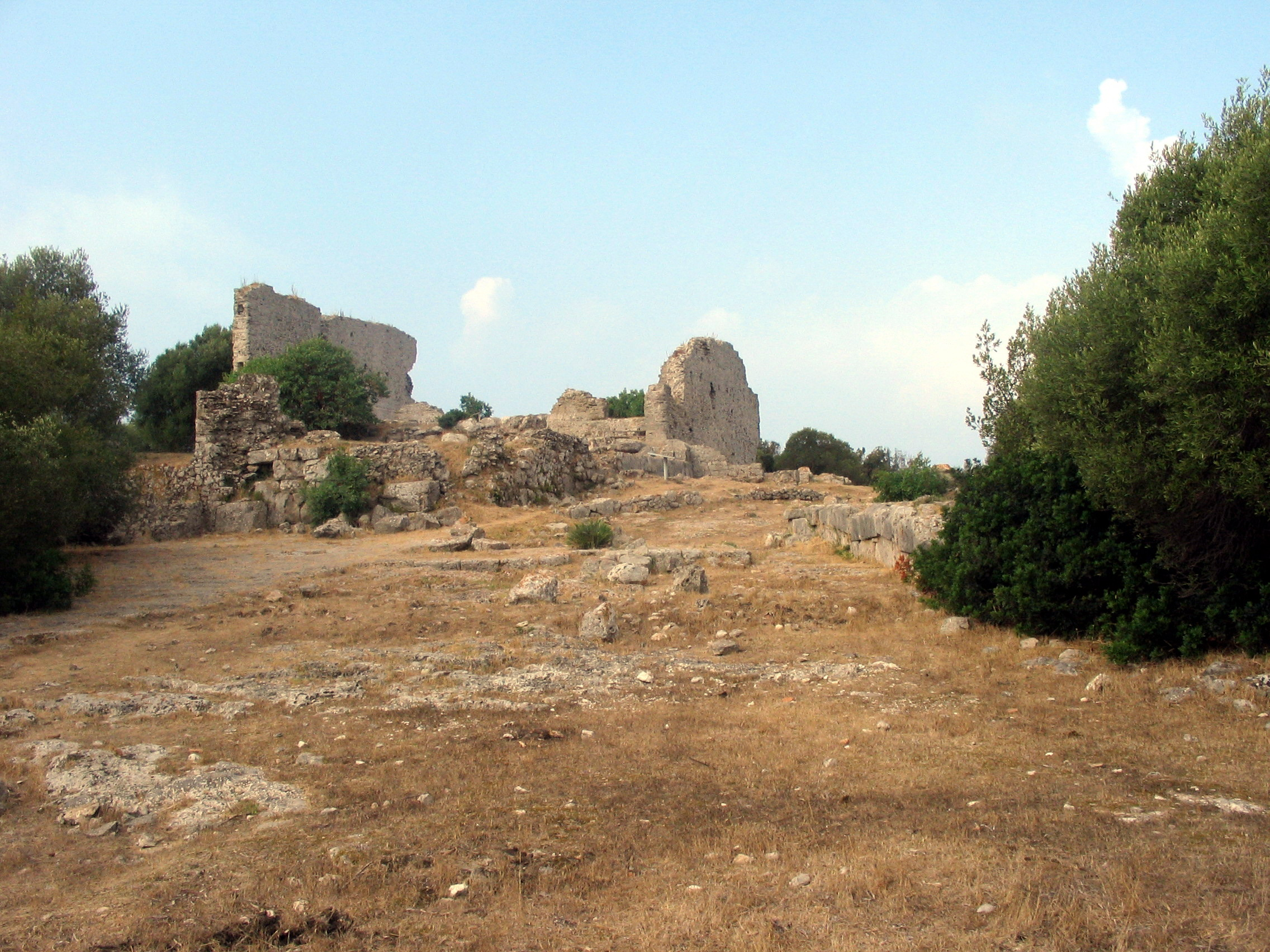
Via Sacra verso l'Acropoli

Cosa fu dedotta nel 273 a.C. come colonia romana di diritto latino nella Regio VII Etruria, in seguito alla sconfitta delle etrusche Volsinii e Vulci nel 280 a.C.
Al momento della pianificazione urbanistica si decise di impiantare il Foro, destinato all'attività civica e politica, in prossimità della sella che divideva l’Arce (l’acropoli della città) dalla Collina Orientale. A questa prima fase risale la costruzione delle infrastrutture principali, tra cui le mura, le porte, le strade, le fogne. Tuttavia, nonostante la posizione strategica, la colonia non ebbe fortuna e necessitò di una nuova deduzione. Questa avvenne nel 197 a.C. e diede avvio al momento di massimo sviluppo del sito, con una fiorente attività urbanistica, che perdurò fino all’inizio del I secolo a.C.
In questo periodo Cosa poté assolvere le funzioni per le quali era stata fondata: il controllo militare-strategico (sia sui territori appena conquistati, sia sul mare dal quale poteva sopraggiungere la minaccia cartaginese), la gestione economica del territorio al quale faceva capo, ma anche la funzione di approdo per i commerci marittimi. Durante la prima metà del I secolo a.C., tuttavia, Cosa fu depredata e distrutta in circostanze ancora sconosciute, restando pressoché abbandonata fino all’età augustea. È netta la differenza con la condizione dell’ager circostante che, invece, visse proprio in questo momento il massimo sviluppo economico: grandi proprietari terrieri cominciarono un intenso sfruttamento del territorio per la produzione agricola, olearia e vinicola, ben evidente nei resti della vicina Villa Settefinestre.

### Età imperiale
Sotto Augusto, Cosa fu parzialmente ricostruita: le aree del Foro e dell’Arce furono restaurate, mentre solo alcune zone intorno al Foro mostrano una fase di occupazione. Probabilmente il fulcro dell’economia si basava sulla piscicoltura, sicuramente praticata in laguna.
Con l’epoca imperiale, a partire dalla metà del I secolo d.C., il territorio cosano divenne parte dei possedimenti imperiali dei Domizi Enobarbi, famiglia dell’imperatore Nerone. Proprio alla volontà di quest’ultimo si devono gli interventi di ristrutturazione nel Foro, tra cui la trasformazione dell’antica Basilica in odeum.
In seguito, tuttavia, già nel II secolo d.C. si registrò una nuova fase di abbandono.

### Età tardoimperiale
All’inizio del III secolo d.C., sotto la dinastia severiana, la città mostrò una ripresa. L’istituzione della Res Publica Cosanorum, la cui identificazione con la città di Cosa è ancora discussa, testimonia la volontà di risollevare le sorti del centro e del suo territorio, l'Ager Cosanus. Nuovamente abbandonata alla fine del III secolo, per il IV secolo d.C. a Cosa si documentano minime tracce di occupazione e segni di negligenza pubblica. Anche il porto vide la cessazione dei lavori di manutenzione. Una sorta di cesura si delineò tra Cosa romana, oramai decaduta nel III secolo, e Ansedonia bizantina, risorta dalle ceneri della prima alla fine del V secolo d.C. Il racconto di Rutilio Namaziano (Rut. Namaz., De Reditu Suo, 1.285-290) ci offre un’immagine di Cosa composta solo da antiche rovine deserte, menzionando la leggenda del suo abbandono a causa di un’invasione di topi.

### Età medievale
Cosa raggiunse l’estensione minima tra i secoli IV e V d.C., quando si verificò uno spopolamento quasi totale. Nulla si sa della conservazione di edifici pubblici dopo le ristrutturazioni del III secolo d.C. In seguito alla restaurazione severiana, gli interventi sembrano limitati all’utilizzo dei resti delle strutture più antiche.
Al VI secolo d.C. sono ascrivibili tracce dal Foro, dove una chiesa fu impiantata sulle rovine dell’antica Basilica. La presenza di una struttura ecclesiastica e la contemporanea attestazione di due funzionari bizantini definirono Cosa-Ansedonia come una civitas.
Durante l’alto Medioevo si verificò un nuovo abbandono prolungato del sito. Ad alcune capanne impiantatesi sulle antiche insulae è stata collegata una necropoli riferita alla fase longobarda. Le ultime strutture altomedievali indagate nella zona orientale della città sono relative ad un castello di legno e terra.
Al periodo compreso tra fine del IX e la metà del XII secolo si datano due nuovi edifici ecclesiastici, uno nel Foro, sulle rovine dell’antico Tempio B, e uno sull’Arce.
Tra il IX e l’XI secolo d.C. il territorio cosano fu dato in cessione al monastero di S. Anastasio ad aquas salvias. A partire dal XII secolo d.C., il territorio di Cosa fu sottoposto all’autorità papale; successivamente, dal XIII secolo, passò prima alla famiglia degli Aldobrandeschi e poi al comune di Orvieto. Nel 1329, infine, un’armata senese attaccò e distrusse le fortificazioni di Cosa.

## Impianto urbanistico

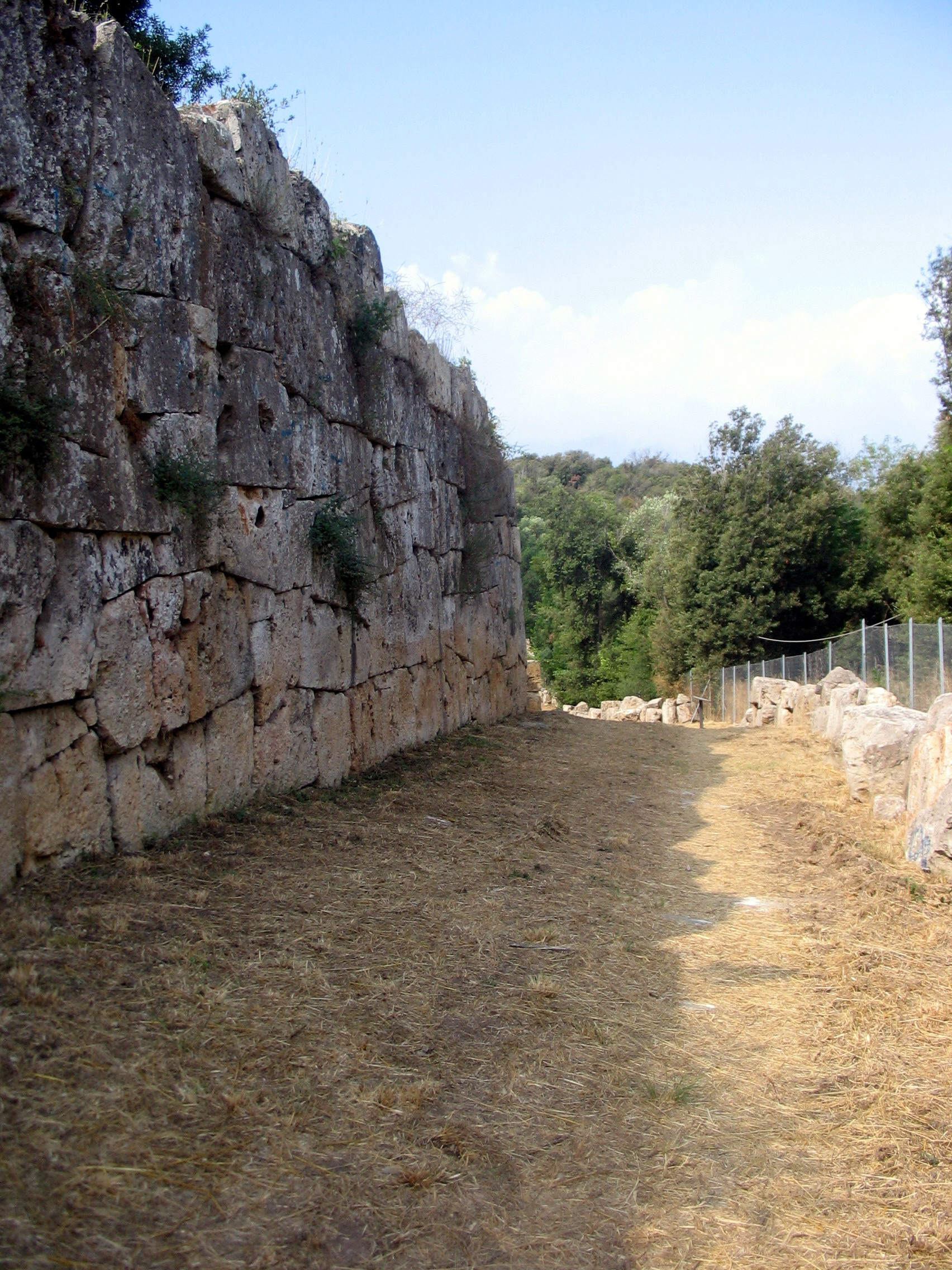
Le Mura di Cosa

### Cinta muraria
Al momento della fondazione della colonia fu necessario garantirne la sicurezza tramite l’erezione di un poderoso muro di cinta. Questo circuito, lungo circa 1500 m e parzialmente restaurato per volontà della Soprintendenza, gode di uno stato di conservazione notevole. Oltre al perimetro murario esterno vi è anche un tratto di mura a delimitare l’Arce.
La tecnica muraria impiegata è l’opera poligonale di terza maniera, caratterizzata da blocchi squadrati lavorati sulla faccia a vista che aderiscono perfettamente senza dover ricorrere a leganti. La stessa tecnica si osserva per le mura di Orbetello.
Lungo le mura vi sono diciotto torri, poste ad intervalli irregolari, delle quali diciassette a base quadrata e una di forma circolare, in prossimità di Porta Romana. La tecnica costruttiva impiegata per le torri quadrate è la stessa riscontrata per le mura, mentre è differente per la torre circolare, dove è stato fatto uso di malta di allettamento.
Vi sono tre porte di ingresso alla città, posizionate in relazione alla viabilità interna ed esterna: la Porta Nord-Ovest (Porta Fiorentina, attuale ingresso al sito), la Porta Nord-Est (Porta Romana) e la Porta a Sud-Est (Porta Marina). Le porte condividono la stessa struttura a propylon, un sistema doppio di chiusura con vano interno; l’uso di saracinesche è documentato dai solchi ancora ben visibili lungo gli stipiti di Porta Romana.
L’ingresso all’Arce, invece, avveniva tramite un varco non fortificato tra le mura a delimitazione di quest’area. All’angolo occidentale dell’Arce si apriva anche una postierla, poi tamponata in età altomedievale con scarichi di materiale antico.

### Sistema viario
Gran parte della rete stradale antica è ancora sepolta, dal momento che solo una piccola porzione è stata riportata alla luce. L’organizzazione viaria era alla base dell'impianto urbanistico della città: una fitta rete di strade intersecate ad angolo retto andavano a delimitare isolati rettangolari. Gli autori degli scavi hanno denominato con lettere le strade orientate NE-SO e con numeri quelle orientate NO-SE.
L’ampiezza delle strade era variabile: 27 piedi (8 m) per le vie processionali, 20-21 piedi (5,90-6,20 m) per le arterie principali, 15 piedi (4,45 m) per le strade pomeriali e secondarie.
La vie processionali erano due: la strada P e la R. La prima, detta anche Via Sacra, collegava il Foro con l'Arce. La seconda conduceva alla Collina Orientale.
Gli assi principali erano le strade O e 5, che attraversavano la città rispettivamente da Porta Romana e da Porta Marina, intersecandosi nella zona del Foro.
Il pavimento stradale era realizzato con grandi blocchi di calcare locale posati direttamente sulla roccia su un letto di terra vergine e sabbia.
Un tratto stradale all'incrocio tra l'arteria P e 5 è stato recentemente messo in luce dagli scavi condotti dall'Università degli Studi di Firenze. All’angolo di questo incrocio sorgeva la Casa 10.1, abitazione scavata dalle Università di Granada e Barcelona, che tuttavia non è visibile perché rinterrata per questioni di conservazione.

## Il Foro

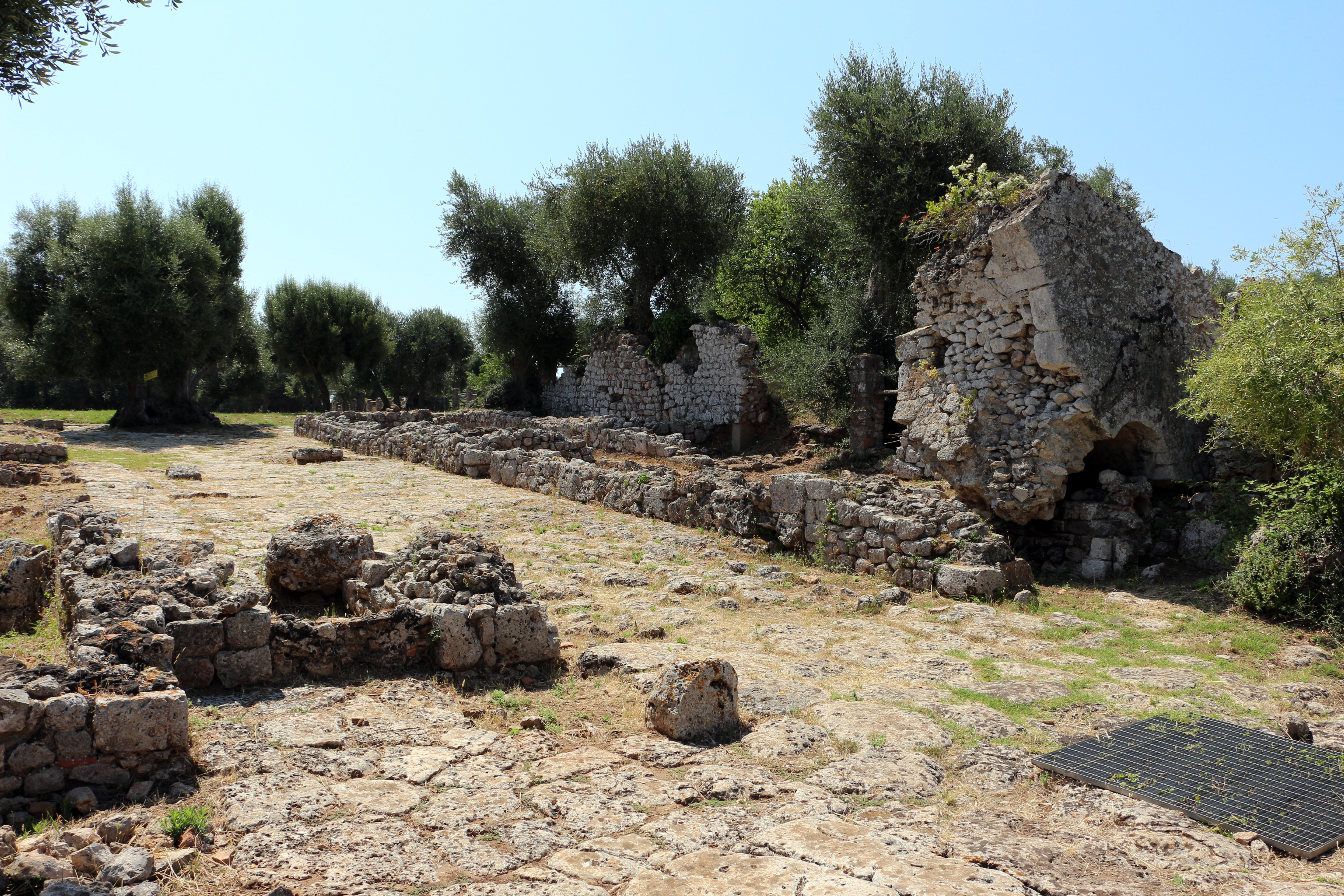

Il Foro presenta una pianta rettangolare (88 x 35 m); l’ingresso principale era sul lato Nord-occidentale e anticamente doveva avere un aspetto monumentale grazie ad un arco di accesso a triplice fornice, di cui rimangono ancora resti murari in crollo.
Rivestiva un ruolo particolarmente rilevante poiché qui, sul suo lato settentrionale, si ergevano i principali edifici civili e di culto: la Basilica, il complesso Curia-Comizio, il Tempio B. Lungo gli altri lati si affacciavano edifici privati e tabernae.
I primi edifici risalgono al periodo della fondazione, come il Comizio e il Carcer, ma la sistemazione definitiva della piazza si avrà solo alla metà del II secolo a.C.

### Basilica

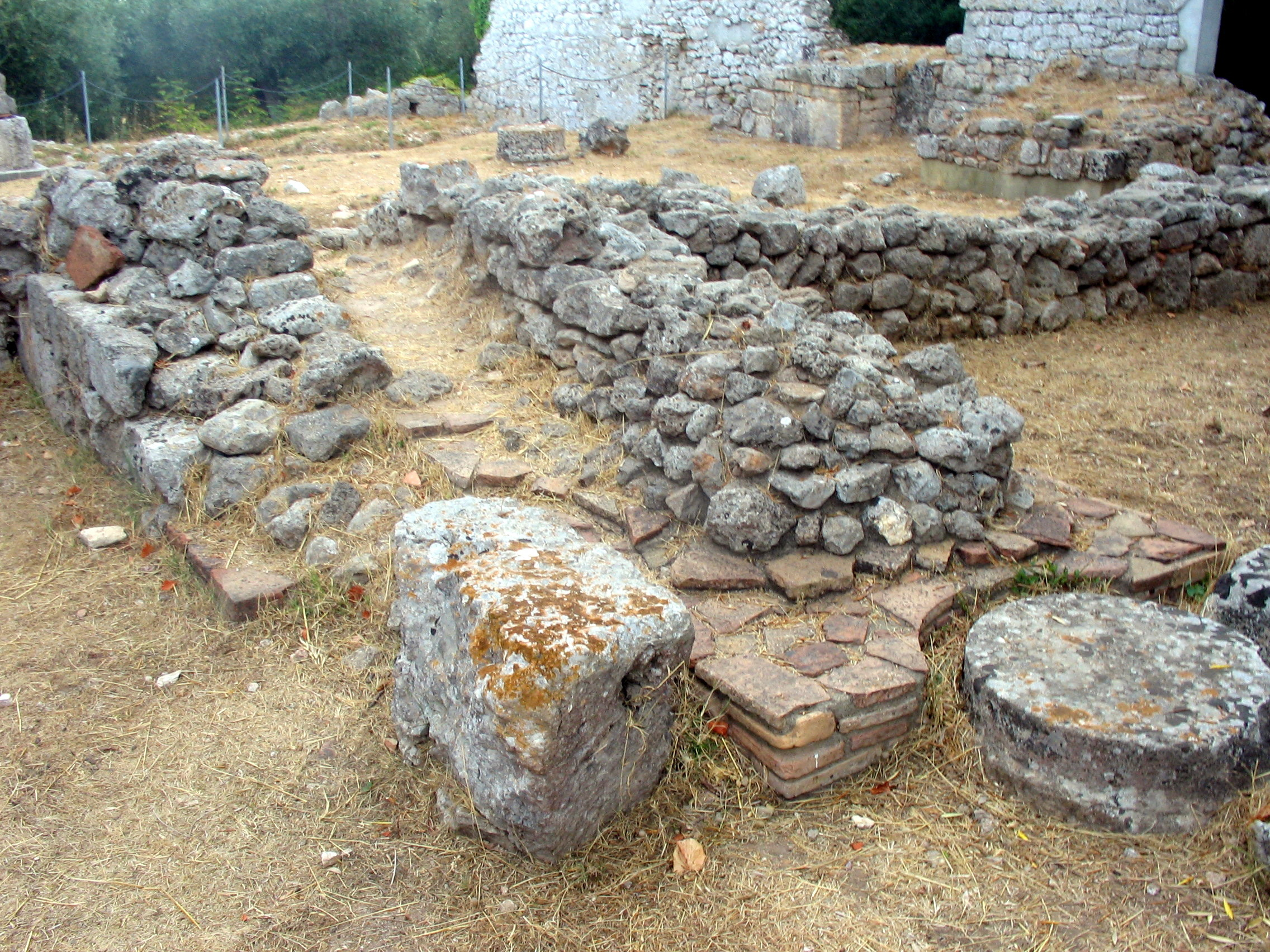
La basilica

Della Basilica oggi rimangono solo poche tracce, in gran parte pertinenti alle fasi più tarde dell’edificio. La sua costruzione risale circa al 140 a.C. e fu l’aggiunta finale all’interno del recinto architettonico del Foro, in seguito al completamento della Curia e del Tempio B. La struttura ha pianta rettangolare (35,89 x 27,05 m) con sedici colonne interne che delineavano un’ampia navata centrale e un deambulatorio circostante, affacciandosi sul Foro con un portico a sei colonne. Al centro del muro di fondo, invece, era una nicchia che ospitava un tribunale. È possibile che all’interno della struttura fossero esposte statue, dato il rinvenimento di lastre in travertino per il supporto di piedistalli. La struttura doveva avere una copertura lignea a capriate, a doppio spiovente.
In corrispondenza della navata centrale era probabilmente un livello superiore colonnato, testimoniato da resti in situ sopravvissuti ai crolli.
Sotto l'edificio si trovano due grandi cisterne scavate nella roccia: una risale alla nascita della colonia, la seconda invece è posteriore.
La Basilica fu eretta contemporaneamente alle prime grandi basiliche di Roma, ed è la più antica fino ad ora attestata nelle colonie. Il suo prototipo quindi è da ricercare tra le prime basiliche romane, ancora scarsamente documentate; inoltre, la sua struttura corrisponde al tipo di edificio descritto da Vitruvio nel suo “De Architectura”.
A metà del I secolo d.C. l’interno della Basilica fu trasformato in odeum, uno spazio teatrale. Il rinvenimento di un’iscrizione che ne ricorda le operazioni di ristrutturazione ha permesso di attribuire l’intervento alla volontà di Nerone.
Intorno al 51 d.C. si data, infatti, un violento terremoto e l’intervento neroniano, dunque, avrebbe posto rimedio ai danni causati. L'Odeum, quadrangolare, poggiava su piedritti rettangolari sostituiti alle colonne inferiori della navata, così da garantire la stabilità per l’elevazione del palco e dei posti per gli spettatori.
Tra la fine del III e l’inizio del IV secolo d.C. Cosa cadde in rovina e con essa l'Odeum. Nel corso del VI secolo d.C. sulle rovine della struttura, lungo il suo lato settentrionale, fu costruita una Chiesa. Per i lati lunghi si utilizzò la costruzione preesistente, mentre i lati brevi furono eretti ex novo. Nella porzione sud-orientale, invece, furono costruiti due forni e due ambienti, probabilmente abitazioni.

### Il Comizio e la Curia

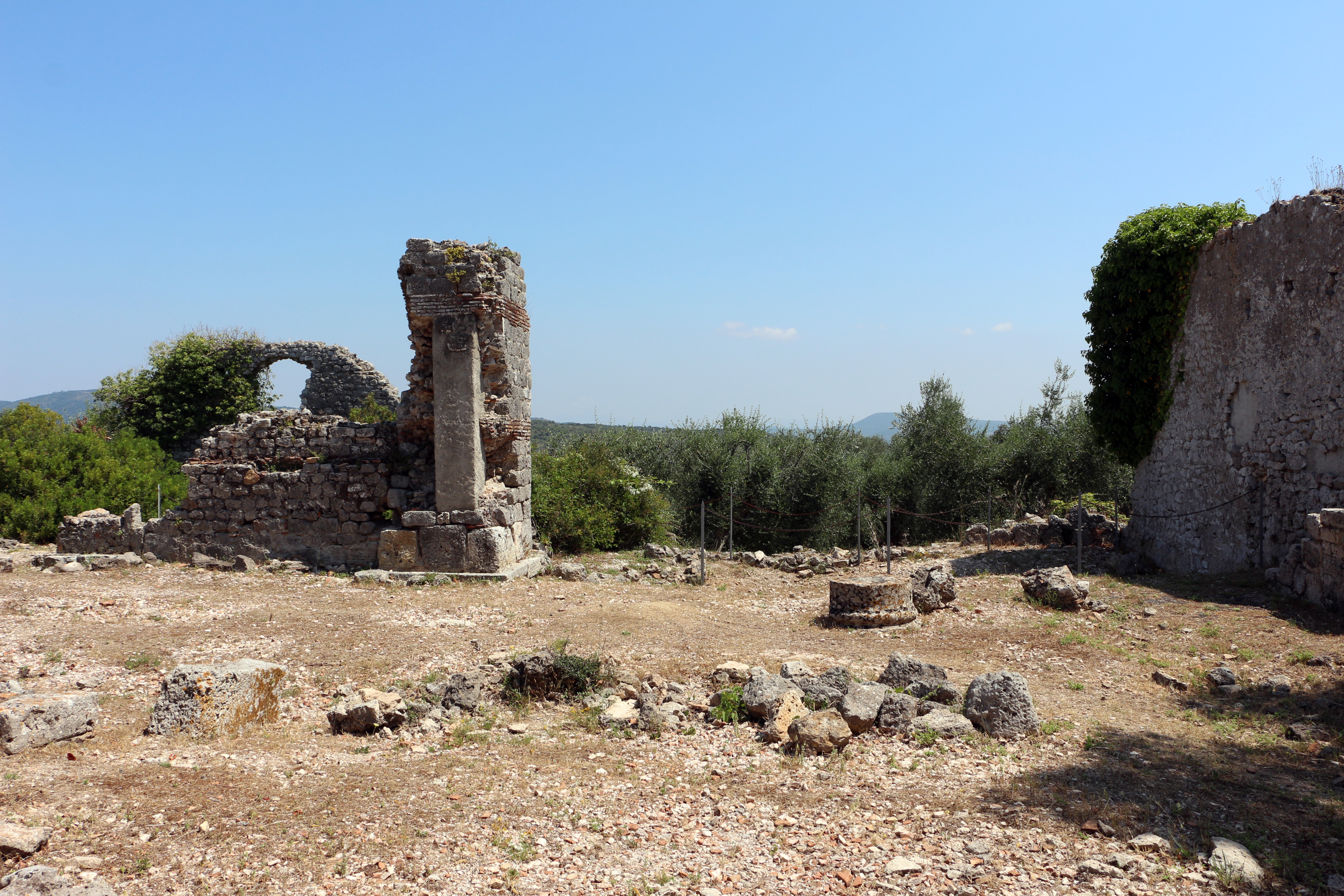
Il comitium

Accanto alla Basilica, a Sud-Est, sono ancora ben visibili le rovine del complesso Curia-Comizio, deputato alle attività dei magistrati e all’assemblea degli abitanti. Il Comizio è caratterizzato dalla tipica gradinata circolare scoperta (8.60 m di diametro) alla quale si accedeva dal Foro; la Curia, invece, era un ambiente coperto accessibile dalla sommità della gradinata del Comizio.
Il complesso è stato costruito subito dopo la fondazione della città. Il Comizio aveva un impianto rettangolare, con l’accesso al Foro posto a Sud-Ovest. Oltre ai gradini di pietra della cavea, file di gradini di legno dovevano disporsi contro i muri perimetrali. Tali gradini erano essenziali, almeno a Nord-Est, per accedere alla Curia, in origine limitata ad un solo ambiente centrale. La Curia era una piccola struttura sviluppata su due piani. Il piano superiore, accessibile dal Comizio, era la Curia vera e propria, mentre il piano inferiore era possibile fosse un archivio.
Con la fase successiva (terzo quarto del III secolo a.C.) i gradini del Comizio, probabilmente otto in totale, furono rifiniti in pietra e l’entrata fu monumentalizzata. È stato calcolato che potessero essere ospitate fino a 596 persone. Nello spazio circolare al centro della cavea è possibile vi fosse un altare.
Dopo l’arrivo di nuovi coloni nel 197 a.C. la Curia fu ampliata: ai lati del corpo centrale già esistente furono costruiti due nuovi ambienti, ciascuno accessibile dal Comizio.
La Curia vera e propria rimase in posizione centrale, l’ambiente Nord-Ovest ebbe forse la funzione di Tabularium (archivio), mentre l’ambiente Sud-Est ospitò probabilmente gli uffici dei magistrati. Il Comizio e la Curia mantennero questa sistemazione per la maggior parte della storia della colonia.
Nel corso del II secolo d.C. nel basamento della sala Sud-Est della Curia fu ricavato un Mitreo. Lungo i muri sono ancora visibili le tipiche piattaforme di terra laterali e le basi per le statue – forse – di Cautes e Cautopates; l’altare, in muratura, si trovava sul fondo dell’ambiente.
A seguito dei lunghi periodi di abbandono della città, il complesso perse la sua funzione originaria e fu probabilmente abbandonato. Gli ultimi cambiamenti avvennero nel V-VI secolo d.C. quando Cosa riprese vita per un breve periodo e furono create tre nuove direttrici per raggiungere il Foro e l’Arce (manutenzione della rete stradale antica era cessata da tempo). Di queste, quella che collegava l’Arce alla piazza attraversava trasversalmente il Foro passando sulle rovine del Comizio, tagliandone l’antica gradinata con un muro costruito a delimitazione del piano stradale.

### Tempio della Concordia o Tempio B
Accanto ai resti del complesso Curia-Comizio rimangono tracce del tempio forense della città. Conosciuto come Tempio B, il culto qui praticato era quello della dea Concordia. Il tempio fu fondato all’incirca nel 175 a.C., su basamento in opera poligonale, ed era caratterizzato da un'unica cella con due file di due colonne sulla sua fronte (pronao). Si pensa che il tempio fosse stato costruito su resti precedenti, ipotesi che giustificherebbe la particolarità dell’altare decentrato di fronte al santuario.
Tra il X e l’XI secolo d.C. sopra le rovine del Tempio fu costruita una chiesa cristiana.
Decorazione architettonica e frontonale
Tra i reperti recuperati, numerosi sono i frammenti pertinenti alle decorazioni architettoniche della struttura, che è stato possibile ricostruire in gran parte. Sono presenti tutti gli elementi caratteristici dei templi etrusco-italici, ovvero antefisse, sime strigilate, cornici rampanti traforate e lastre di rivestimento. Tra la fine del II secolo a.C. e l’inizio del I secolo a.C. furono apportate alcune modifiche alla decorazione.
Una ricostruzione della decorazione architettonica del Tempio B è esposta all’interno del Museo Archeologico Nazionale di Cosa.
Il frontone del tempio doveva essere popolato da sculture fittili di cui sono stati rinvenuti numerosi frammenti e di cui è possibile ricostruire alcuni dei personaggi presenti: un uomo barbato con berretto frigio, vestito con tunica e stivali; due fanciulli, due donne drappeggiate, e altre figure maschili e femminili. È difficile avanzare ipotesi per l’identificazione dei personaggi, ma è verosimile che la scena fosse di carattere mitologico. Tra i rinvenimenti figurano anche decorazioni ritenute parte di un fregio con carri e cavalli e parte della figura di un auriga con lunga veste, perciò è possibile che un fregio corresse lungo il muro della cella, oppure che questi elementi decorassero l’altare del tempio o la base della statua di culto.

### Carcer
Accanto al Tempio della Concordia si trova una struttura interpretata come Carcer. L’identificazione si deve alla particolarità della struttura, organizzata su due livelli, di cui uno interrato e interpretato come cella.

### Sacello di Liber Pater
Opposto all’accesso al Foro, nel luogo che fu l‘antico ingresso sud-orientale è stato individuato un sacello datato al III secolo d.C. Sulla base del ritrovamento di un’iscrizione ora conservata al Museo, che riporta il nome LIBER in riferimento a Liber Pater, è stata proposta l’ipotesi che il sacello fosse proprio ad esso dedicato. La particolarità è che fu allestito reimpiegando materiali precedenti appartenenti ad altri contesti della città.

## L'Arce

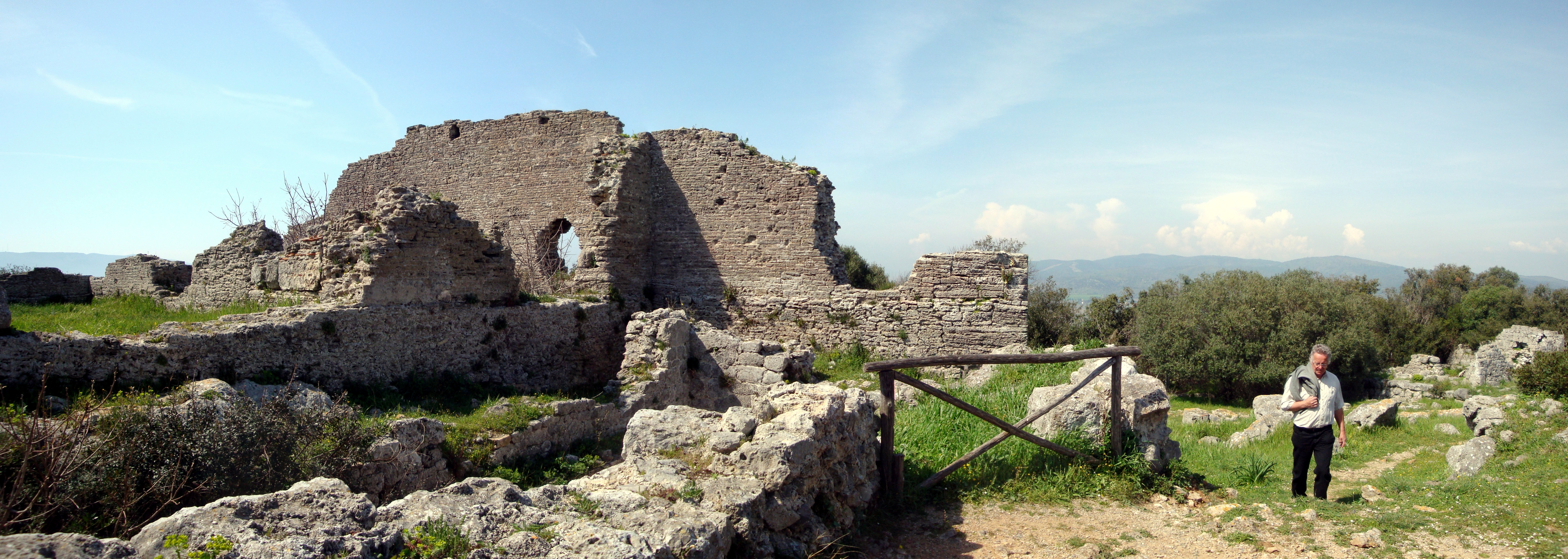

### Cosa Quadrata
La denominazione di “Cosa Quadrata”, in chiaro riferimento alla dibattuta Roma quadrata tramandata dalle fonti, di fatto un templum dove trarre gli auspici, fu attribuita dagli archeologi americani alle evidenze relative ad un uso cultuale dell’Arce già nel III secolo a.C. Tra queste prime evidenze vi sarebbero una fenditura naturale nella roccia profonda 2/2,50 m, che al momento della scoperta restituì tracce di cenere e vegetali carbonizzati, interpretati come resti di offerte deposte a scopo rituale, e una piattaforma quadrata in pietra calcarea di circa 7,40 m per lato. Il suo posizionamento sul punto più elevato dell’Arce e la vicinanza alla suddetta cavità avvalorano l’ipotesi che anche a questa evidenza sia da attribuire un significato cultuale. Non è un caso che la cella centrale del tempio che sorgerà sull’Arce, il Capitolium, sarà edificata proprio sopra queste due testimonianze precedenti, a rappresentazione di una continuità con il passato religioso della colonia.

### Tempio di Iuppiter
Il Tempio di Iuppiter è l’edificio sacro più antico edificato sull’Arce, non più visibile in loco; la sua costruzione risale agli anni 240-220 a.C. nell’area a Sud del Capitolium. Purtroppo i dati non sono sufficienti a poter capire quale fosse la pianta dell’edificio, e lo stesso orientamento – proposto con la fronte rivolta verso la via processionale – è ipotetico. Si pensa che questo primo tempio assomigliasse, nelle dimensioni, al futuro Tempio D. La sua distruzione sarebbe ascrivibile ad un incendio nel corso del I secolo a.C.
L’identificazione del culto è stata proposta sulla base del ritrovamento di materiale decorativo tra cui raffigurazioni di Minerva ed Ercole. Tuttavia, la divinità venerata è tutt’altro che certa. Della decorazione scultorea ipotizzata come pertinente al frontone si conservano solo frammenti, conservati ed esposti al Museo Archeologico Nazionale di Cosa, tra cui un torso maschile vestito di corta tunica e corazza, di dimensioni a metà del vero. Sono state rinvenute anche altre figure frammentarie, ma di dimensioni minori.

### Tempio di Mater Matuta o Tempio D

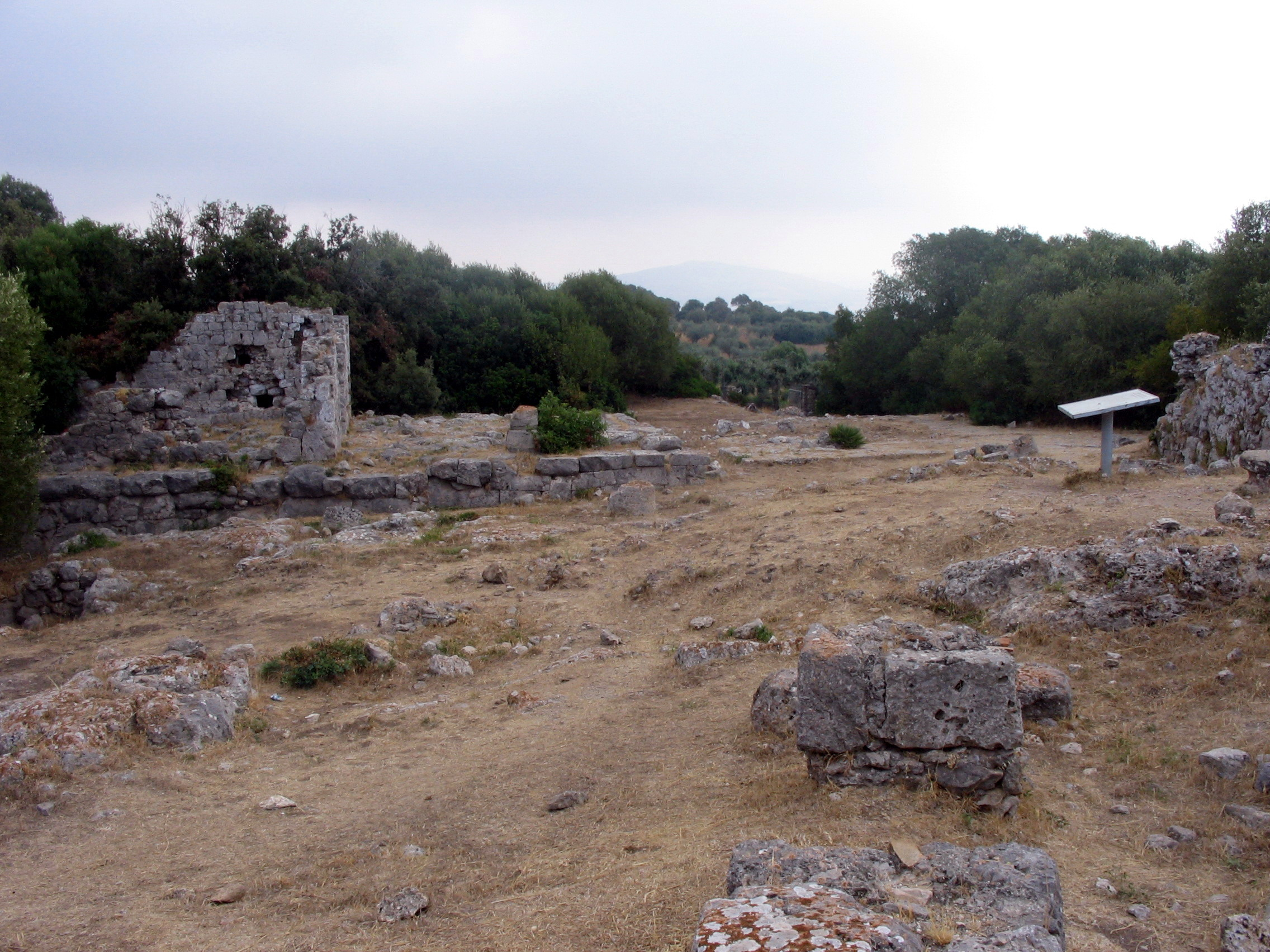
Resti del tempio di Mater Matuta

I resti del piccolo edificio sacro sono ancora ben visibili. Conosciuto come Tempio D, è stato interpretato come sede del culto di Mater Matuta, ma la sua posizione “marginale” sull’Arce ne denota un ruolo secondario. La struttura, datata al 170-160 a.C., s’imposta su un basso podio in opera poligonale ed in origine era dotata di un’unica cella quadrata di 9 x 9 m con quattro colonne di ordine tuscanico. L’accesso avveniva tramite una gradinata di fronte al tempio, dove era anche l’altare, di cui rimangono le sole fondamenta.
Un’ingente ristrutturazione avvenne presumibilmente all’inizio del I secolo a.C., quando la decorazione fu rinnovata e quattro nuove colonne furono erette in posizione avanzata rispetto alle preesistenti. Furono costruite, inoltre, due ante a prosecuzione dei muri laterali della cella, fino ad inglobare le due colonne esterne originarie, mentre quelle centrali furono smantellate. Queste operazioni furono condotte contemporaneamente alla costruzione del Capitolium.
Decorazione architettonica e frontonale
La decorazione originale comprendeva numerosi elementi in terracotta (lastre di rivestimento, antefisse, sime e cornici rampanti traforate), poi rinnovati durante il primo quarto del I secolo a.C. Pochissime tracce rimangono delle sculture frontonali. L’identificazione del culto con quello di Mater Matuta è stata avanzata sulla base del rinvenimento di una statua femminile stante e drappeggiata, con lunghe ciocche ondulate; frammenti di un fregio con delfini – animali presenti nel mito legato alla dea – avvalorerebbero l’ipotesi. Un’ulteriore conferma deriverebbe dal ritrovamento di due iscrizioni che citano la presenza a Cosa di un collegio matronale.

### Capitolium

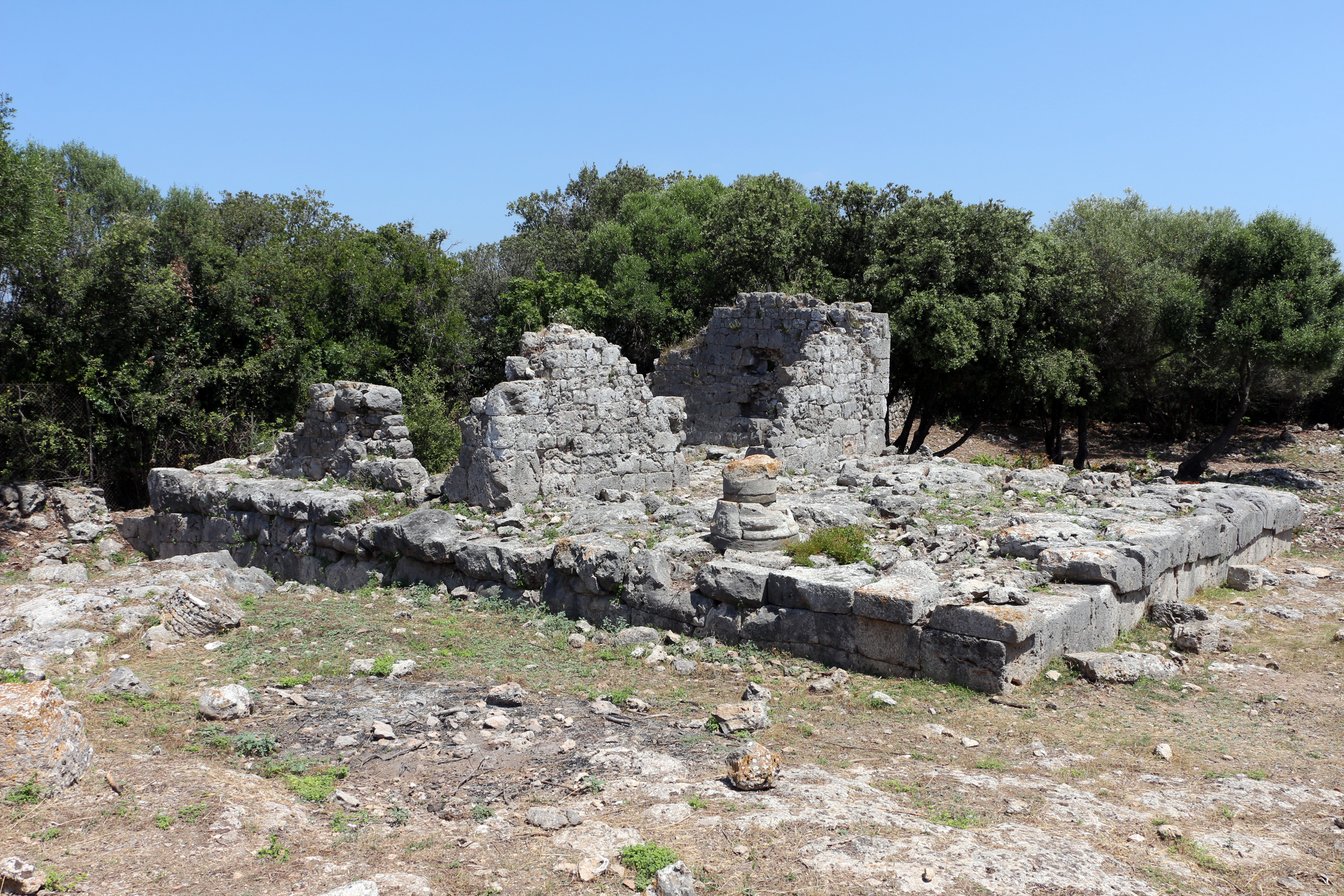
Tempio della triade capitolina

Il Capitolium è il punto di arrivo della via processionale P. Del tempio rimangono ancora resti notevoli soprattutto per la loro conservazione in elevato (fino a 9 m di altezza). La struttura, delle dimensioni di 20,7 x 25,9 m, fu eretta circa nel 150 a.C. su una terrazza con paramento in opera poligonale; l’accesso avveniva tramite una gradinata tufacea che conduceva sul podio, al pronao. Il podio, in questo caso, è solo apparente, poiché in realtà le pietre sono solo addossate alle pareti esterne del tempio.
Le celle erano tre e il colonnato sulla fronte prevedeva una prima fila di quattro colonne e una seconda fila di due comprese tra le ante. È stato ipotizzato che il colonnato arrivasse a sfiorare i 7 m di altezza, su un totale di 18 m dell’intera costruzione.
La presenza di tre celle è la ragione che ha indotto ad ipotizzare il culto alla triade capitolina. Il pronao, molto profondo, presenta una particolarità: davanti alle celle è una cisterna lunga e profonda con i lati brevi stondati.
Sulla terrazza, di fronte al tempio, era l’altare, che tuttavia non presentava lo stesso orientamento dell’edificio sacro. Una modifica dell’orientamento in linea con la struttura del Capitolium avverrà solo in seguito, nel tardo I secolo a.C., quando fu rinnovata anche la decorazione architettonica. A quest’ultima fase sono state attribuite anche numerose Lastre Campana, lastre decorative che dovevano essere fissate alle pareti del Capitolium probabilmente a sostituzione di lastre di rivestimento mancanti o danneggiate. A questo rinnovamento si riferisce anche una serie di operazioni strutturali: si procedette ad ampliare l’area sacra con la demolizione della vecchia scalinata di accesso per anteporne una nuova alla terrazza del tempio. Inoltre, fu eretto un alto muro che recingeva e schermava la scalinata, aperto solo in prossimità di un arco per l'ingresso.
A partire dal II secolo d.C., in seguito alla crisi della colonia, l’Arce appare abbandonata. Mancano tracce di frequentazione anche successivamente fino a quando, nel VI secolo d.C., divenne il luogo di principale interesse del sito, insieme a parte del Foro.
Una serie di strutture furono costruite tra il Tempio di Mater Matuta e il Capitolium, interpretate come granaio, fienile e stalla. In seguito, probabilmente in concomitanza con la creazione di una linea di castra bizantini difensivi contro i Longobardi, l’Arce fu dotata di fortificazioni proprie, riprendendo parte delle mura antiche, e divenne punto di vedetta strategico.
Le tracce più tarde di frequentazione riguardano la costruzione di una chiesa, con relativo cimitero, intorno ai secoli IX-X d.C.
Decorazione architettonica e frontonale
Il tempio presentava una notevole decorazione architettonica in terracotta (lastre di rivestimento, antefisse laterali, sime e cornici rampanti traforate), che nel corso del tempo subì numerosi restauri e rifacimenti. Furono soprattutto le modifiche della metà del I secolo a.C. ad aver apportato le novità più consistenti.
Della decorazione scultorea del frontone è possibile distinguere tra una decorazione originaria e una successiva, datata a metà del I secolo a.C. La differenza era nelle dimensioni delle figure. Per quanto riguarda il primo gruppo è stata ricostruita la presenza di almeno quattordici statue. Di queste, solo cinque avevano dimensioni naturali, mentre le altre erano a tre quarti, a metà e ad un terzo del vero. A questa serie appartengono alcuni frammenti conservati al Museo.
Per il secondo gruppo sono state ipotizzate figure di altezza uniforme. Il frammento di acconciatura femminile con diadema, conservato al Museo, appartiene a questo gruppo.
Il soggetto della decorazione frontonale del tempio è stato ipotizzato fosse un consesso di divinità, tra cui Giove, Giunone e Minerva.

## La Collina Orientale
La Collina Orientale non è facilmente raggiungibile e si trova al di fuori del percorso di visita. Durante la prima metà del II secolo a.C. la porzione superiore della collina fu livellata allo scopo di edificare un santuario (Tempio E). È probabile che in precedenza l’area avesse ospitato edifici domestici. Tuttavia rimangono ben poche tracce di questa antica frequentazione.
Sono state individuate, invece, alcune strutture che risalgono ad epoca più tarda. Costruzioni lignee (tracce di buche di palo) e altre con piano pavimentale incassato nel terreno (sunken-floored buildings) sono state datate all'XI secolo. In seguito l’area è stata progressivamente fortificata, dapprima con interventi di sterro e poi con la costruzione di una torre e di un sistema di fortificazioni esterne, al centro del quale era un villaggio.
Nel XII secolo, all’interno di queste fortificazioni, furono costruite una torre dotata di cisterna e una struttura circolare interpretata come base per una catapulta o per un trabucco. La cisterna è stata poi reimpiegata come prigione, ipotesi suggerita dai graffiti sulle pareti, uno dei quali indica la data del 1211.
Nel 1203 il castello passò alla famiglia Aldobrandeschi, e fu in seguito distrutto dai senesi nel conflitto contro Orvieto nel 1329.

### Tempio E
Di questo edificio sacro collocato sulla sommità della Collina Orientale si sa ben poco e anche il culto praticato è sconosciuto. Costruito su un terrazzamento affacciato sul mare, doveva avere dimensioni piuttosto ridotte. Probabilmente era parte di una più ampia area santuariale.
A causa del successivo livellamento dell’area e in seguito all’intenso utilizzo in epoca medievale, le tracce rimaste del tempio sono scarsissime. La tecnica costruttiva è simile a quella del Tempio D, con podio realizzato con grandi blocchi calcarei isodomi, squadrati per la maggior parte. Purtroppo è possibile risalire solo alle dimensioni esterne della struttura, di 6,25 x 11,25 m.
La datazione ad epoca repubblicana (metà del II secolo a.C.) è stata proposta sulla base di un frammento di anfora greco-italica databile al II secolo a.C. rinvenuto all’interno del podio del tempio, e sulla base del confronto delle terrecotte architettoniche con quelle della decorazione originale del Capitolium (metà II secolo a.C.) e con quelle del Tempio B dello stesso periodo.
L’edificio cultuale sopravvisse forse solo fino al 70 a.C., quando la città fu colpita da pesante crisi e dopo la quale questa zona non sembra essere stata interessata dalla ricostruzione augustea.

## Infrastrutture Idriche

### Cisterna

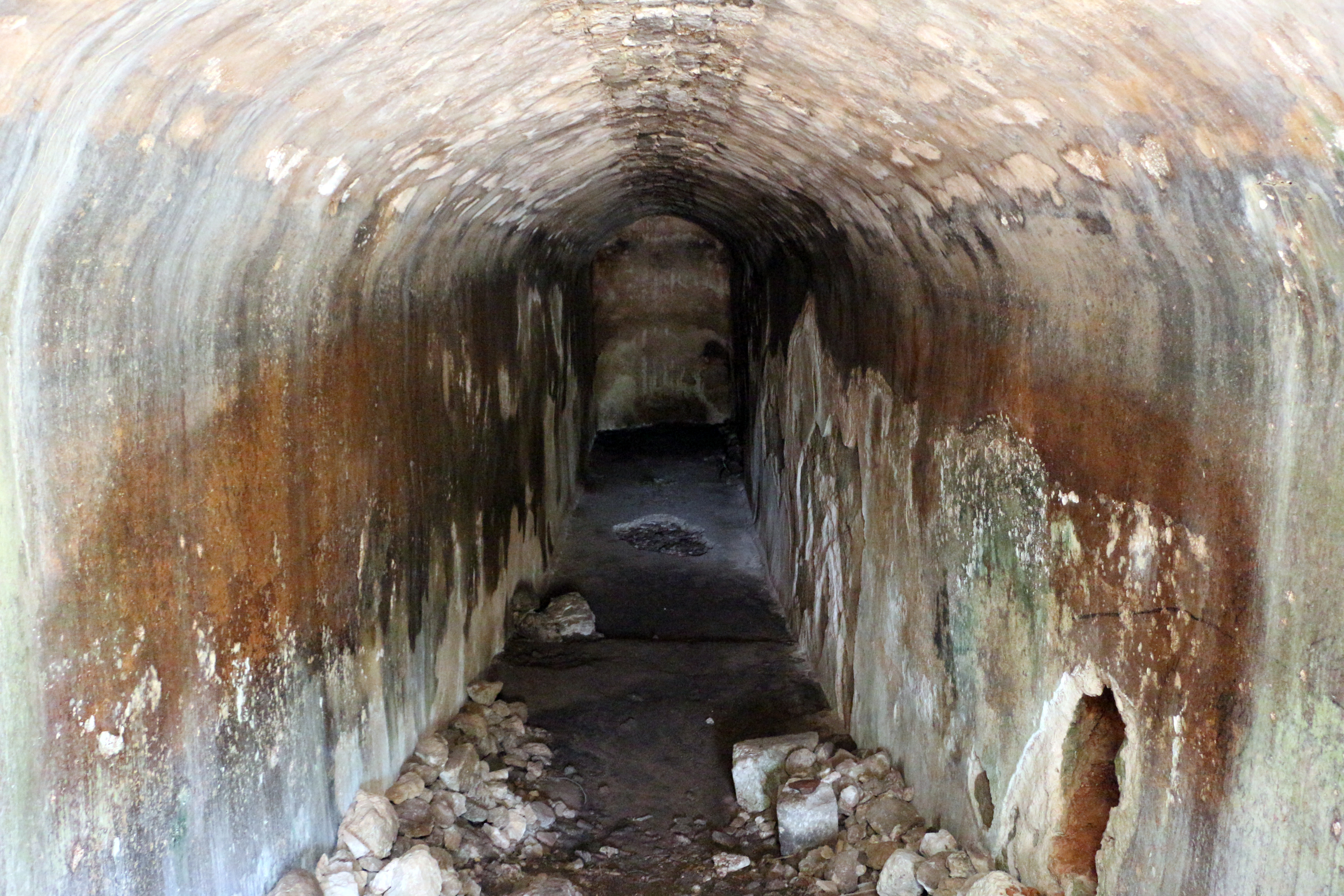
La cisterna

L’approvvigionamento idrico ha sempre costituito una delle maggiori difficoltà per Cosa. Per questa ragione, ogni edificio della colonia, pubblico o privato che fosse, disponeva di un proprio sistema di cisterne e canalette per la raccolta e ridistribuzione dell’acqua piovana. Le cisterne individuate entro il perimetro della città, infatti, sono numerosissime.
In prossimità del Foro, nel suo angolo Est, si trova la cisterna più antica del sito: risale al III secolo a.C., quando, al momento della fondazione della colonia, fu necessaria una prima soluzione che fornisse una consistente riserva idrica. La struttura, che in seguito rifornì anche il vicino impianto termale, aveva un carattere pubblico, come suggerito dalle considerevoli dimensioni: è stata calcolata una capacità massima stimata ai 750.000 litri. Originariamente a cielo aperto, la cisterna fu dotata di una copertura in legno solo in un secondo momento. Questa poggiava su quattro grandi pilastri posti al centro, le cui basi rettangolari sono ancora ben visibili.

### Impianto termale

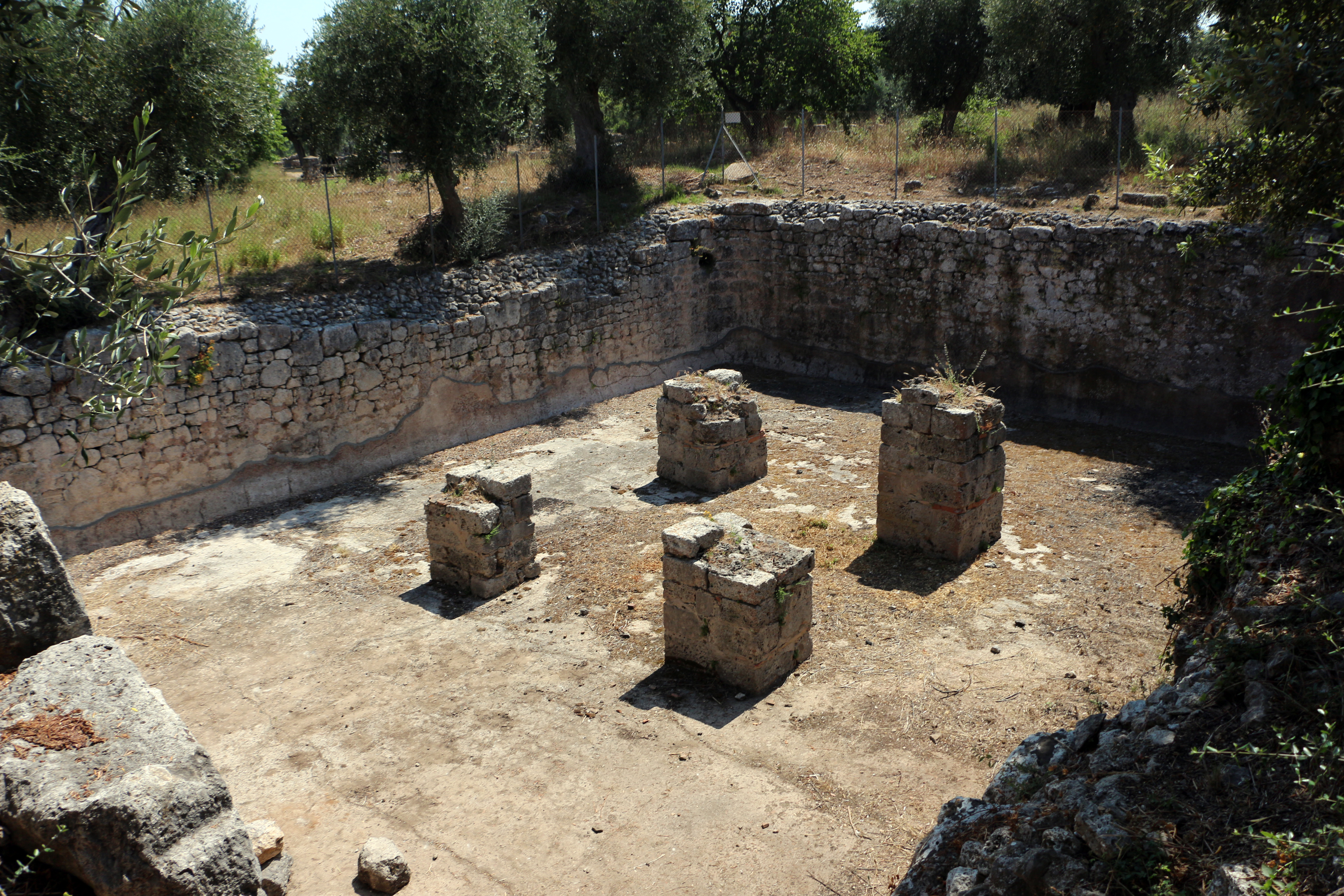
Resti dell'impianto termale

Il complesso termale di Cosa si trova a Nord-Ovest del Foro, tra le strade O, N e 5. Inizialmente studiato da Frank Brown negli anni Cinquanta, è oggetto di indagine dal 2013 da parte della Florida State University, Bryn Mawr College e l'Università di Tübingen.
Sono ancora da definire l'esatta planimetria, la distribuzione degli ambienti, il periodo di utilizzo. Dalla stratigrafia e dai reperti si suppone che le terme fossero già in funzione nella tarda Repubblica e poi in epoca imperiale, in particolare con la rinascita augustea, e tra l’età traianea e quella antonina.
Le terme, cui si accedeva dalla strada O, erano alimentate dal sistema di cisterne della colonia, sfruttando anche la naturale pendenza del terreno da Sud a Nord; rappresentano dunque una grande prova ingegneristica. La maggior parte dell’acqua arrivava attraverso un cunicolo che collegava le terme alla cisterna pubblica del Foro.
La struttura più imponente è certamente l’alto muro in opus incertum che sorregge una vasca a pianta rettangolare rivestita di cocciopesto; è ancora oggetto di studio il sistema di sollevamento dell’acqua fino a questa vasca.
Gli ambienti indagati sono interpretabili secondo lo schema romano del frigidarium, tepidarium e calidarium, e i locali annessi come latrine, spogliatoi e palestre. L’acqua era riscaldata nel praefurnium e trasportata nell'alveus (una piscina) e nel laconicum (sauna) da un sistema di tubuli. Non lontano dalla vasca sopraelevata vi è un ambiente circolare in opus latericium, interpretato come laconicum (sauna) sulla base di quello che sembra un ipocausto rivestito superiormente da un pavimento mosaicato.

## Le abitazioni

### Casa di Diana

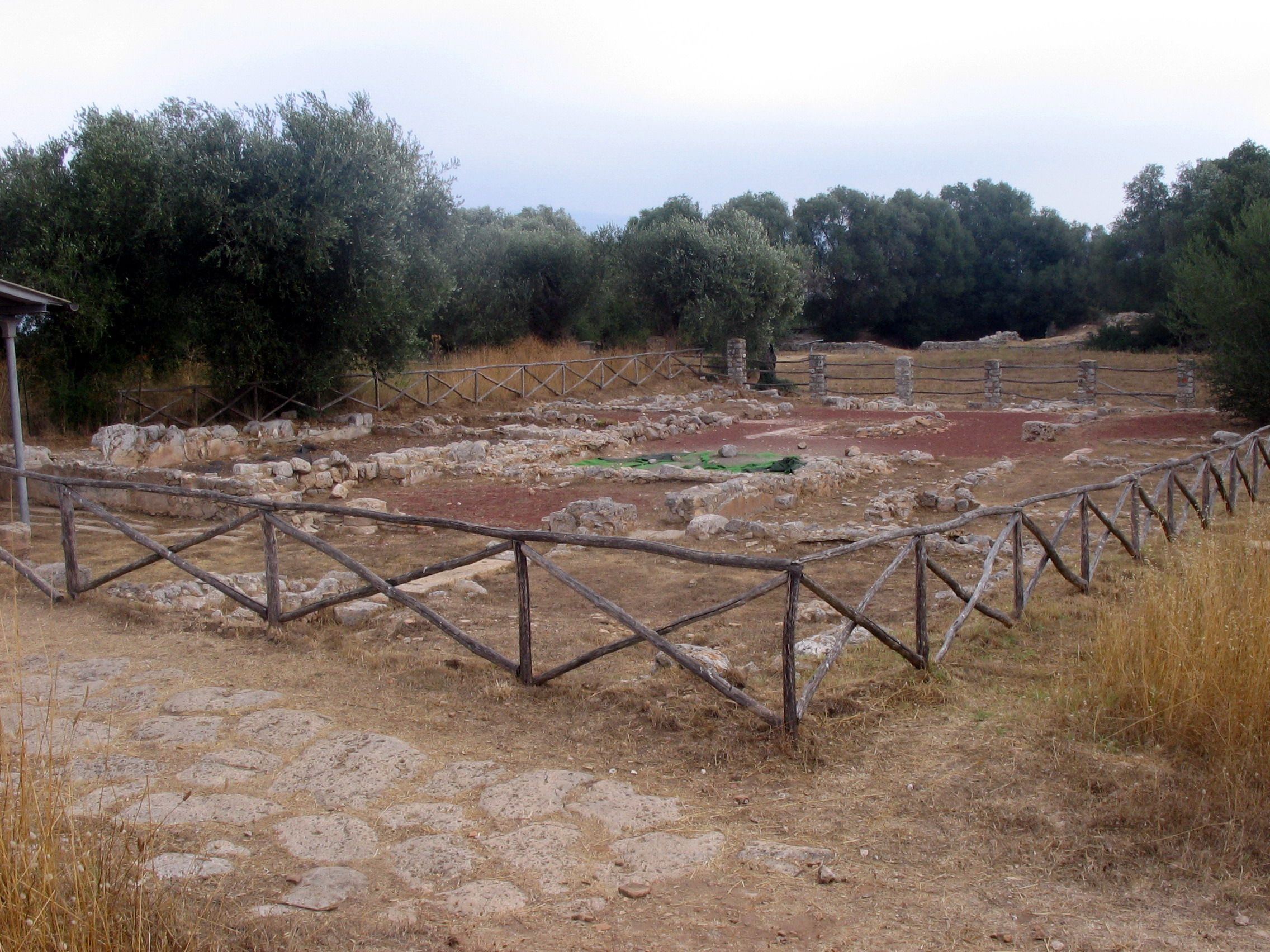
Casa di Diana

L'Atrium building V, più comunemente conosciuto come Casa di Diana, è situato sul lato Sud-Ovest del Foro. La struttura di età repubblicana (prima metà del II secolo a.C.) si delinea come una tipica casa romana ad atrium: l’ingresso era affiancato da due tabernae, una destinata forse alla vendita di vino (dato il rinvenimento, nello scarico della bottega, di coppe e bottiglie), l’altra forse adibita alla cottura e alla vendita di cibo (visto l’alto numero di piatti, bicchieri e tegami).
Dall’ingresso si accedeva direttamente all’atrio rettangolare, dotato di impluvium centrale. Sul lato destro dell’atrio erano presenti due cubicula mentre nella parte posteriore erano due alae (ambienti laterali). A seguire vi erano: il tablinum (sala di rappresentanza) e il triclinium. Il giardino era perimetrato da un alto muro, in modo – forse – da evitarne la visibilità dalla strada. La casa fu distrutta agli inizi del I secolo a.C. e fu completamente ricostruita solo in periodo augusteo, verosimilmente verso l’ultimo quarto del I secolo a.C.
La ricostruzione delle pareti lasciò solo in minima parte il pisé originale, sostituito da murature intonacate e dipinte; si documenta anche il rifacimento della pavimentazione. Tuttavia l’aspetto più significativo è il cambiamento architettonico di alcune stanze dell’edificio, in particolare il triclinium di cui venne aperta la parete di fondo destinandolo così alle cene estive; la sala da pranzo invernale venne ricavata dall’unione di altre due stanze.
Inoltre, un altro ambiente che fu trasformato in un piccolo luogo sacro dedicato al culto imperiale.
Tra il 50 e il 60 d.C., all’interno del giardino fu costruita un’edicola addossata al muro perimetrale di Nord-Ovest, dall’aspetto di un tempio in miniatura: tre gradini posti tra due colonne conducevano a una piccola cella con la statua di culto della dea Diana, da cui il nome dato all’abitazione. Sull’architrave era probabilmente infissa un’iscrizione, conservata al Museo Archeologico Nazionale di Cosa: il testo potrebbe fare riferimento ad una via Dianae, forse la via processionale che dal Foro, costeggiando la casa di Diana, saliva fino all’Arce (dove il Tempio di Mater Matuta avrebbe ospitato anche il culto di Diana), oppure potrebbe riferirsi ad un passaggio dalla strada al giardino garantito da una scala, all’angolo Ovest del giardino stesso.
Nel corso del III secolo d.C. la casa versò in stato di abbandono, ma la presenza di frammenti ceramici nelle discariche dei materiali attestano la frequentazione dell’area anche in periodo tardo antico (IV-VI secolo d.C.).

### Casa del Tesoro
L’abitazione, sulle cui rovine fu costruito il Museo Archeologico, deve il nome al rinvenimento di un tesoretto di 2004 monete. Queste furono nascoste sotto il piano della dispensa, forse per preservarle da un saccheggio. Del tesoretto, un piccolo gruppo di monete è della fine del II secolo a.C., mentre la grande maggioranza appartiene al primo trentennio del I secolo a.C. I denari più tardi sono datati al 74-72 a.C. e la loro ottima conservazione indica che non circolarono molto. La data di tesaurizzazione – e quindi la fase finale della Cosa repubblicana – può essere fissata intorno al 70 a.C.
Inoltre, il rinvenimento di due vasi a vernice nera con le lettere Q. FVL. graffite sul fondo ha permesso di riferire l’appartenenza dell’abitazione a tale Quintus Fulvius.
La domus risale al I secolo a.C. ma fu a sua volta costruita ristrutturando e sfruttando i resti di abitazioni precedenti. Era caratterizzata da tre stanze (cucina, dispensa e bagno) e da un ampio ambiente, successivamente diviso in due.
Sono stati rinvenuti frammenti della decorazione parietale in Primo Stile; della decorazione pavimentale dei nuovi ambienti, invece, è stato portato in luce opus signinum (più comunemente noto come cocciopesto) rosso decorato da tessere bianche.
In base al tesoretto, sepolto tra il 72 e il 71 a.C., e alle affinità con la Casa dello Scheletro, la costruzione della Casa del Tesoro è collocata tra il 90 e l’80 a.C.

### Casa dello Scheletro

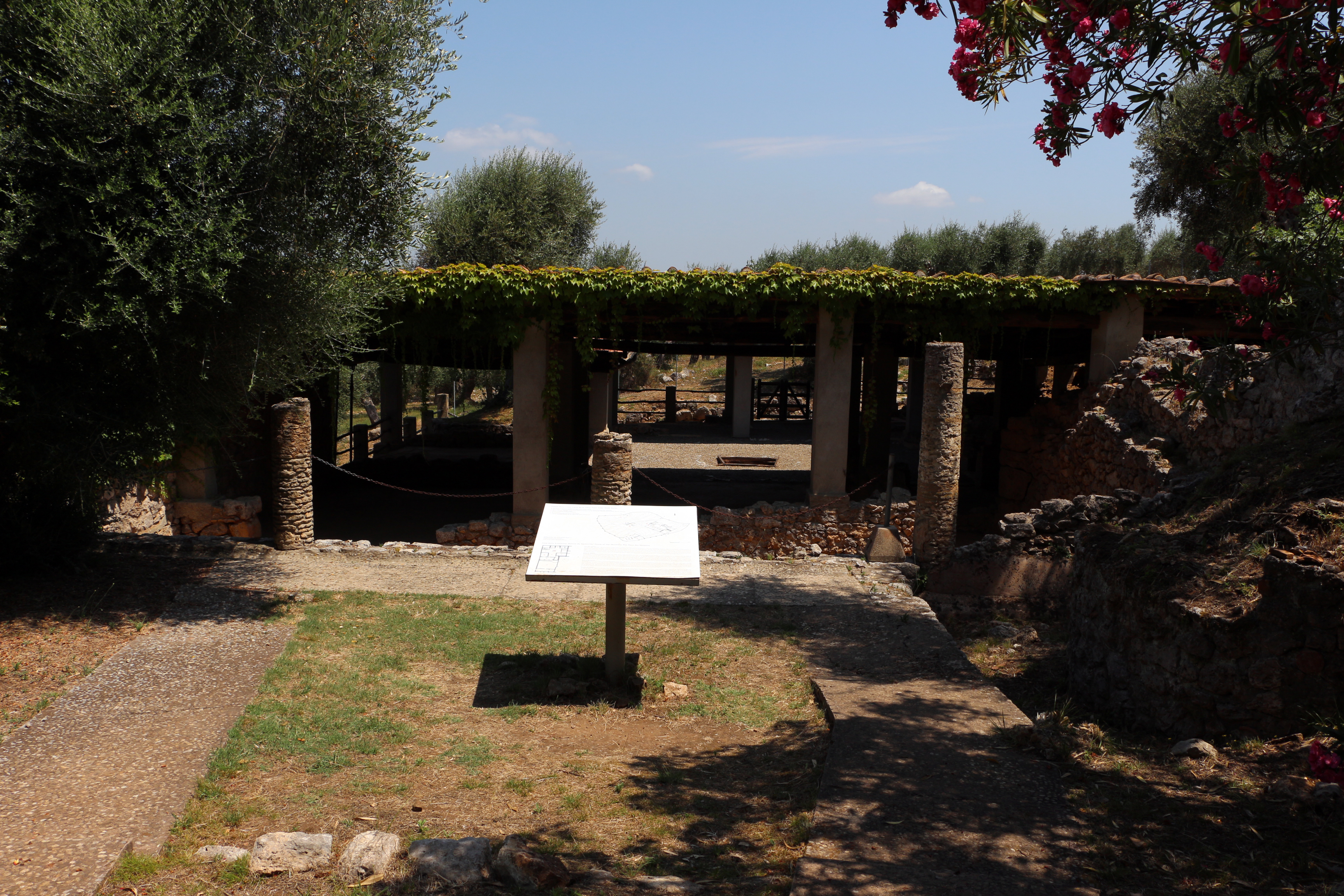
Casa dello Scheletro

Nel blocco orientale dello stesso isolato della Casa del Tesoro è stata portata in luce la Casa dello Scheletro, così denominata per il ritrovamento, negli strati di accumulo della cisterna, dello scheletro di un individuo maschio adulto, forse gettatovi durante il periodo che portò alla distruzione della città intorno al 70 a.C.
La casa si articola intorno ad un atrium al centro del quale vi è l’impluvium, la cui presenza ha suggerito che dovesse esservi un compluvium (apertura nel tetto in corrispondenza dell'impluvium), di cui però non sono state rinvenute tracce. Sotto l’atrio vi è una cisterna. La struttura comprendeva un settore culina-lavatio (ambienti della cucina e del bagno); vi sono anche una probabile seconda cucina e una dispensa per i generi alimentari; vicino si trova un ambiente che sulla base del ritrovamento di pesi da telaio era probabilmente destinato a lavori femminili.
A lato dell’ingresso era una piccola stanza da letto. Vi era poi un ambiente di servizio, forse un ricovero per animali, e scale che conducevano ad un piano superiore, di cui si ignora l’estensione.
Erano presenti anche due exedrae, una per i mesi invernali (hiberna), l’altra per quelli estivi (aestiva). Dall'exedra aestiva si raggiungeva il triclinium coperto e il portico, che conduceva all’ampio giardino e al triclinium estivo.
La maggior parte delle stanze della Casa dello Scheletro ha i pavimenti in opus signinum con disegno geometrico, come nella già citata Casa del Tesoro. Si conserva anche parte della decorazione parietale.
La datazione della costruzione e della successiva distruzione della Casa dello Scheletro è data dal ritrovamento di monete repubblicane, tra cui due quadranti, datati al 90-89 a.C., che indicherebbero la costruzione dell’abitazione dopo l’89 a.C. La distruzione della casa è datata intorno al 70 a.C. sulla base del ritrovamento del tesoretto di monete nella casa di Quintus Fulvius che ha determinato l’inizio del periodo di decadenza dell’intera città.

### Casa degli Uccelli
All’interno dello stesso isolato delle case precedentemente descritte, fu indagata anche una terza casa, la Casa degli Uccelli, che deve il suo nome alla decorazione parietale, con uccelli rossi, bianchi e marroni appollaiati su tralci di vite.

## Necropoli
A Cosa le aree destinate alla sepoltura hanno restituito evidenze funerarie che si datano tra il III secolo a.C. (età ellenistica) e il IV secolo d.C. (epoca tardo antica).
Le necropoli erano situate ad Est, lungo la strada che conduceva al porto, e a Nord-Ovest, lungo la strada che da Cosa conduceva al porto della Feniglia.
Nella necropoli orientale si trovano monumenti funerari a forma di tempietto in antis (modello magno-greco), presumibilmente databili agli inizi del II secolo a.C.; l’area, a valle, ospita il mausoleo E/1, monumento che sancisce l’uso di nuovi schemi architettonici per monumenti funerari e non, e che interessa Cosa tra il II e l’inizio del I secolo a.C. Il sepolcro ha una base cubica su cui si erge una struttura a prisma rettangolare con lati concavi; doveva essere rivestito da lastre in arenaria con modanature in stucco.
Le attestazioni provenienti, invece, dalla necropoli di Nord-Ovest risalgono alla prima età imperiale; l’area ospita il mausoleo N/1, alcuni resti di un monumento, sepolture terragne ed il colombario Santi. Quest’ultimo risale al I secolo a.C. e presenta una pianta grossomodo quadrangolare; fu realizzato in opera cementizia con paramento in laterizio. All’interno del colombario vi sono le nicchie che dovevano contenere le olle cinerarie.
Subito al di fuori della porta Nord-Ovest sono state rinvenute anche tombe alla cappuccina (con copertura in laterizi disposti a doppio spiovente) di inumati e di incinerati risalenti a fine I-inizio II secolo d.C. Particolare interesse ha suscitato la tomba alla cappuccina che ospitava i resti di una giovane ragazza, conservati ed esposti al Museo Archeologico Nazionale di Cosa. Le ossa presentavano patologie che sembravano da attribuire alla malnutrizione (come la bassa statura, l'osteoporosi e l'ipoplasia dello smalto dentario), ma la ragazza era accompagnata da un ricco corredo che comprendeva gioielli d'oro e di bronzo, indicatore di uno status sociale alto. Per questo si è ipotizzata prima una generica malattia metabolica, in seguito riconosciuta come celiachia grazie alle analisi del DNA.
Due monumenti funerari fiancheggiano anche la Strada Provinciale Litoranea: il cd. colombario e il monumento di San Biagio, risalenti alla prima metà del II secolo d.C.

## Aree portuali

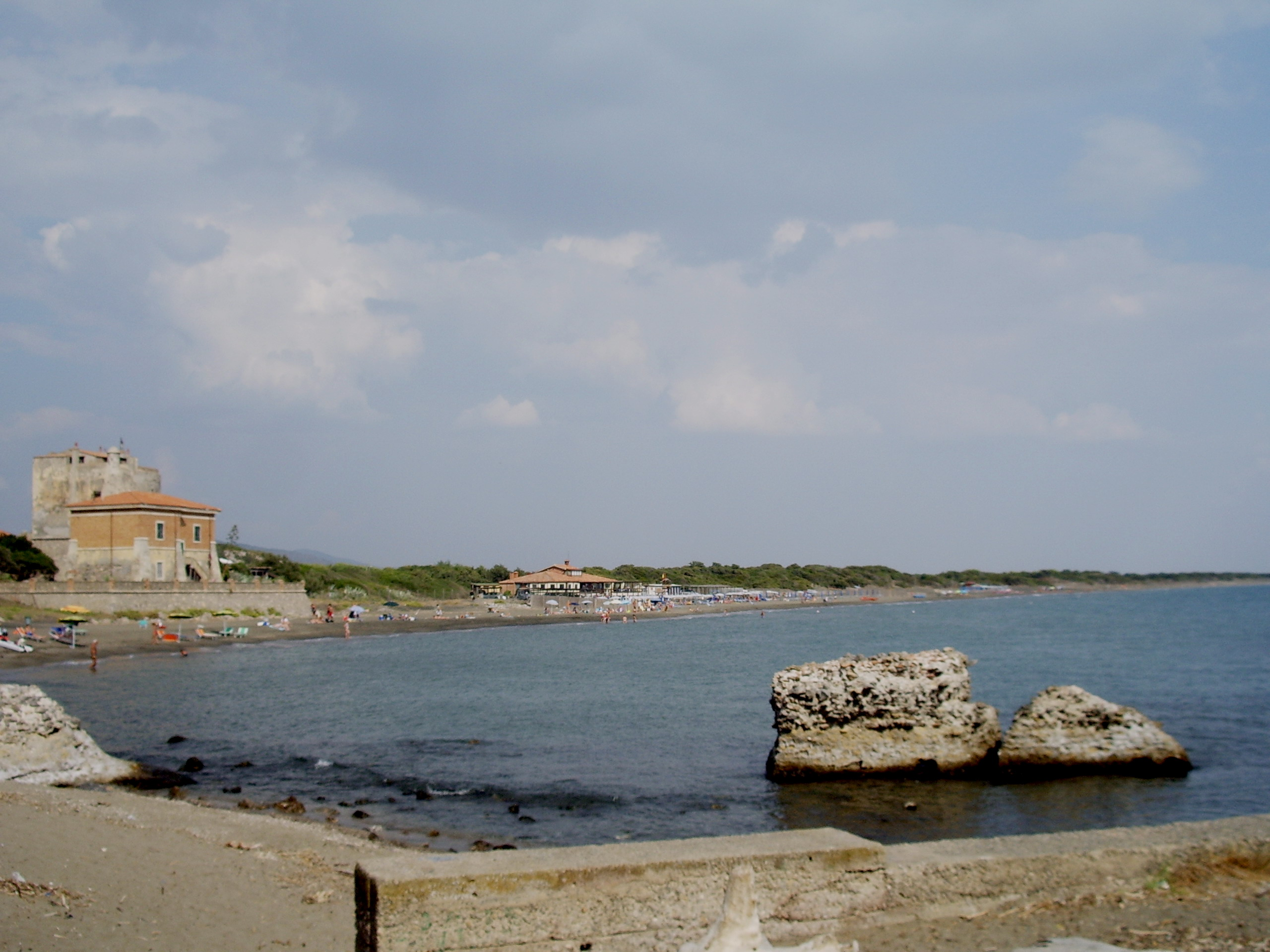
Panorama con Torre della Tagliata dal Porto di Cosa

Al momento della fondazione Cosa rappresentava per Roma l’insediamento marittimo più a settentrione come, di contro, Paestum a meridione. La colonia era dotata di due aree portuali, il Portus Cosanus e il Portus Feniliae.
Il primo si trova a Sud del promontorio cosano, il secondo a Nord. Il Porto della Feniglia fu utilizzato, fin da epoca repubblicana, per la pescicoltura. Erano presenti impianti di lavorazione e una zona abitativa.
Il Portus Cosanus si trova in prossimità dello Spacco della Regina ed è stato indagato più approfonditamente rispetto a quello di Feniglia; ha rivelato tre fasi di utilizzo, a partire dalla fondazione della colonia latina nel III a.C., fino al III d.C.
Per il primo periodo (III secolo a.C. – fine II a.C.) non sono state rinvenute strutture; tuttavia, la testimonianza di un florido commercio ci è confermata dalla grande quantità di frammenti di anfore, probabilmente da riferirsi alla fabbrica ceramica dei Sesti, una gens della nobiltà di Roma che, secondo Cicerone, possedeva una villa a Cosa ed era impegnata nel commercio del vino e nella produzione degli appositi contenitori da trasporto (le indagini mineralogiche condotte sull’impasto ceramico hanno riportato una quasi sicura origine cosana dei recipienti). Un gran numero di anfore sono bollate SES, quindi riferibili alla suddetta gens.
La legislazione del II secolo a.C. che impediva ai Galli di impiantare colture vinicole, favorì la produzione e il commercio italiano di vino, e di conseguenza il porto di Cosa.
Testimonianza della frequentazione della laguna retrostante ci è data da un piccolo tempio datato al secondo quarto del II secolo a.C. e dedicato a Poseidone/Nettuno. È un tempietto italico ad una cella con decorazioni fittili fra cui è stato rinvenuto un busto di guerriero, oggi conservato ed esposto al Museo Archeologico Nazionale di Cosa. Significativo è il fatto che questa divinità fosse associata alla famiglia dei Domizi Enobarbi, possessori di un vasto appezzamento di terreno nella zona di Cosa. Inoltre, il rinvenimento di un’anfora bollata SEX DOMITI fa pensare ad un controllo congiunto della produzione ceramica dei Domizi e dei Sesti nell’area cosana.
Nell’area della laguna probabilmente era presente un impianto per l’allevamento del pesce. L’apice del commercio si ebbe fra il II e il I secolo a.C., quando il porto divenne un complesso produttivo-emporico con attività di porto-peschiera e di esportazione di vino e garum. Mediante i profitti dell’esportazione del vino, i Sesti hanno apparentemente trasformato una semplice lavorazione del pesce in un’industria su larga scala per l’esportazione del garum; ciò è confermato da Strabone (Geografia, V.2.8) che ci dà notizia di un’industria peschiera a Cosa.
A questo momento risalgono le strutture in calcestruzzo del porto e della peschiera: i cinque moli, il ponte, la piattaforma presso la Tagliata Sud, le vasche per i pesci nella laguna, la piattaforma della Spring House, e i pilastri dell’acquedotto. Su uno dei moli, probabilmente, doveva ergersi un faro.

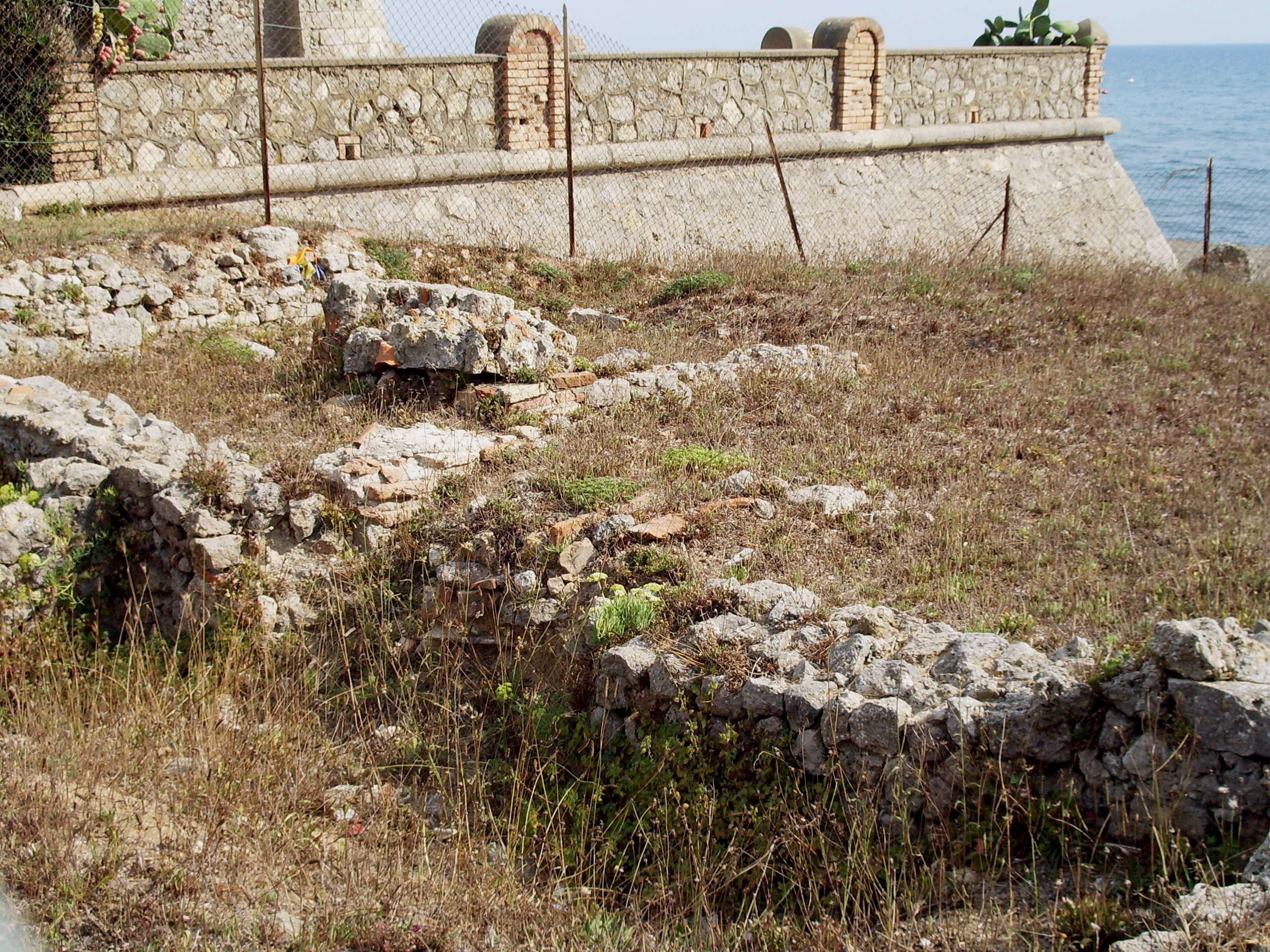
I resti Villa Romana della Tagliata

La retrostante laguna in questo periodo fu dotata di infrastrutture come canali di ricircolo delle acque, fra cui il maggiore è il canale della Tagliata, che permetteva il controllo del flusso dell’acqua e la creazione di vasche per la cattura del pesce.
Il porto era, al contrario della città, ricco di sorgenti di acqua dolce sfruttate mediante la costruzione della Spring House, edificio da cui proviene parte di un macchinario ligneo per il prelievo dell’acqua e l’immissione nell’acquedotto.
A partire dall’epoca imperiale, il porto di Cosa subì una sensibile contrazione: le cause possono rintracciarsi nell’insabbiamento e nella diminuzione degli scambi commerciali, visto lo spostamento dell’attenzione di Roma sui traffici orientali. Un’ipotesi è quella che la fabbrica dei Sesti sia stata distrutta a seguito dell’appoggio del proprietario alla causa dei Cesaricidi.
Durante il I d.C. si impiantò nel sito una villa marittima – la Villa della Tagliata – e sulla Spring House risorse un edificio per la captazione delle acque, probabilmente per rifornire degli impianti termali. La nuova Spring House fu distrutta da un incendio intorno al 150 d.C.
La villa marittima, a pianta rettangolare, aveva un accesso monumentale, una torre ed un complesso termale. Completata a metà del secondo d.C. all'interno di un progetto di volontà imperiale, doveva unire le funzioni residenziali a quelle portuali e produttive. La villa, quasi per niente indagata, giace al di sotto di una torre di avvistamento del XIV secolo. Rutilio Namaziano, durante il suo viaggio, fece tappa a Porto Ercole poiché gli scali cosani non erano più praticabili. La villa infatti, ristrutturata nel III secolo d.C., sopravvisse fino alla metà del V secolo d.C.